# Violet Blue
 (novembre 2017).
Si vous disposez d'ouvrages ou d'articles de référence ou si vous connaissez des sites web de qualité traitant du thème abordé ici, merci de compléter l'article en donnant les références utiles à sa vérifiabilité et en les liant à la section « Notes et références ».
Pour les articles homonymes, voir Blue.
Violet Blue, née le 27 mars 1977, est une journaliste, auteure, éditrice de livres érotiques, conseillère et sexologue américaine.

## Publications
Auteure
- The Smart Girls Guide to Privacy, Digita Publications, 2014,  (ISBN 0-9799019-9-5)
- The Ultimate Guide to Cunnilingus: How to Go Down on a Woman and Give Her Exquisite Pleasure, 2de édition, Cleis Press, 2010,  (ISBN 1-57344-387-5)
- The Ultimate Guide to Fellatio: How to Go Down on a Man and Give Him Mind-Blowing Pleasure, 2de édition, Cleis Press, 2010,  (ISBN 1-57344-398-0)
- The Adventurous Couple's Guide to Strap-On Sex, Cleis Press, 2007,  (ISBN 1-57344-278-X)
- The Smart Girl's Guide to the G-Spot, Cleis Press, 2007,  (ISBN 1-57344-273-9)
- Fetish Sex: An Erotic Guide for Couples, Daedalus Publishing Company, 2006,  (ISBN 1-881943-23-2) - avec Thomas Roche
- The Adventurous Couple's Guide to Sex Toys, Cleis Press, 2006,  (ISBN 1-57344-254-2)
- The Smart Girl's Guide to Porn, Cleis Press, 2006,  (ISBN 1-57344-247-X) (IPPY (en) Bronze award winner for erotica[3])
- The Ultimate Guide to Sexual Fantasy: How to Turn Your Fantasies into Reality, Cleis Press, 2004,  (ISBN 1-57344-190-2)
- The Ultimate Guide to Adult Videos: How to Watch Adult Videos and Make Your Sex Life Sizzle, Cleis Press, 2003,  (ISBN 1-57344-172-4)
- The Ultimate Guide to Cunnilingus: How to Go Down on a Woman and Give Her Exquisite Pleasure, Cleis Press, 2002  (ISBN 1-57344-144-9)
- The Ultimate Guide to Fellatio: How to Go Down on a Man and Give Him Mind-Blowing Pleasure, Cleis Press, 2002,  (ISBN 1-57344-151-1)

Editrice
- Sweet Life: Erotic Fantasies for Couples, Cleis Press, 2001,  (ISBN 978-1-57344-133-9)
- Sweet Life 2: Erotic Fantasies for Couples, Cleis Press, 2003,  (ISBN 978-1-57344-167-4)
- Taboo: Forbidden Fantasies for Couples, Cleis Press, 2004,  (ISBN 978-1-57344-186-5)
- Best Sex Writing 2005, Cleis Press, 2005,  (ISBN 978-1-57344-217-6)
- Best Women's Erotica 2006, Cleis Press, 2005,  (ISBN 978-1-57344-223-7)  (IPPY (en) winner for Erotica[4])
- Best Women's Erotica 2007, Cleis Press, 2006,  (ISBN 978-1-57344-258-9) (IPPY (en) Gold winner for Erotica[3])
- Lust: Erotic Fantasies for Women, Cleis Press, 2007,  (ISBN 978-1-57344-280-0)
- Lips Like Sugar: Women's Erotic Fantasies, Cleis Press, 2007,  (ISBN 978-1-57344-232-9)
- Best Women's Erotica 2008, Cleis Press, 2007,  (ISBN 978-1-57344-299-2)
- Best Women's Erotica 2009, Cleis Press, 2008,  (ISBN 978-1-57344-338-8)
- Girls on Top: Explicit Erotica for Women, Cleis Press, 2009,  (ISBN 978-1-57344-340-1)
- Best Women's Erotica 2010, Cleis Press, 2009,  (ISBN 978-1-57344-373-9)
- Best Women's Erotica 2011, Cleis Press, 2010,  (ISBN 978-1-57344-423-1)